# Malo Naklo
Malo Naklo je naselje u slovenskoj Općini Naklu. Malo Naklo se nalazi u pokrajini Gorenjskoj i statističkoj regiji Gorenjskoj. 

## Stanovništvo
Prema popisu stanovništva iz 2002. godine naselje je imalo 16 stanovnika.